# Conseil des commissaires du peuple (Allemagne)
Pour les articles homonymes, voir Conseil des commissaires du peuple.
 (juin 2023).
Si vous disposez d'ouvrages ou d'articles de référence ou si vous connaissez des sites web de qualité traitant du thème abordé ici, merci de compléter l'article en donnant les références utiles à sa vérifiabilité et en les liant à la section « Notes et références ».
 Cabinet Scheidemann
Le Conseil des commissaires du peuple (en allemand : Rat der Volksbeauftragten) est le nom porté par le gouvernement issu de la Révolution allemande, entre le 9 novembre 1918 et le 13 février 1919.

## Histoire
Le Conseil se forme le 9 novembre 1918, après l'abdication de l'empereur Guillaume II et la proclamation de la République. Le Conseil est composé d'une coalition entre le Parti social-démocrate (SPD) et le Parti social-démocrate indépendant (USPD). On compte trois membres du SPD (Friedrich Ebert, Philipp Scheidemann, Otto Landsberg) et trois autres de l'USPD (Hugo Haase, Wilhelm Dittmann, Emil Barth).
En tant que gouvernement révolutionnaire, le conseil exerçait à peu près les mêmes pouvoirs que ceux accordés à l’empereur et au chancelier en vertu de la Constitution impériale de Bismarck. Les députés du peuple contrôlaient les secrétaires d’État de l’ancienne direction impériale, dont la plupart restaient en fonction. 
Durant cette période, les principales réalisations du Conseil ont été l'organisation du cessez-le-feu qui met fin à la Première Guerre mondiale le 11 novembre 1918, l'organisation du Congrès des conseils d’ouvriers et de soldats du Reich du 16 au 20 décembre 1918, et la préparation des élections législatives à l'Assemblée nationale constituante allemande le 19 janvier 1919 en instaurant le suffrage égal et universel, y compris le suffrage féminin, ainsi que le système de représentation proportionnelle. 
Le 29 décembre, l'USPD se retire du Conseil pour protester contre la répression subie par la division de la marine populaire. Le principal point de rupture est le pacte Ebert-Groener, qui empêche la démocratisation de l'armée. Sur de nombreux autres sujets, les membres de l'USPD ont eu l'impression d'avoir été ignorés. Le Conseil comporte alors deux nouveaux membres issus du SPD, Gustav Noske et Rudolf Wissell.
Le 19 janvier 1919 ont lieu les élections législatives à l’Assemblée nationale de Weimar. Le 6 février, ce dernier adopte la loi sur l’Autorité provisoire du Reich, une sorte de constitution provisoire. Conformément à la loi, l’Assemblée nationale élit Friedrich Ebert comme président du Reich le 11 février. Celui-ci, à son tour, installe le gouvernement Scheidemann le 13 février 1919. Cela signifiait qu’il y avait à la fois un parlement et un gouvernement qui avaient une légitimité démocratique.

## Source
- (en) Cet article est partiellement ou en totalité issu de l’article de Wikipédia en anglais intitulé « Council of the People's Deputies » (voir la liste des auteurs).

- (de) Cet article est partiellement ou en totalité issu de l’article de Wikipédia en allemand intitulé « Rat der Volksbeauftragten » (voir la liste des auteurs).